# تقسیم بر صفر

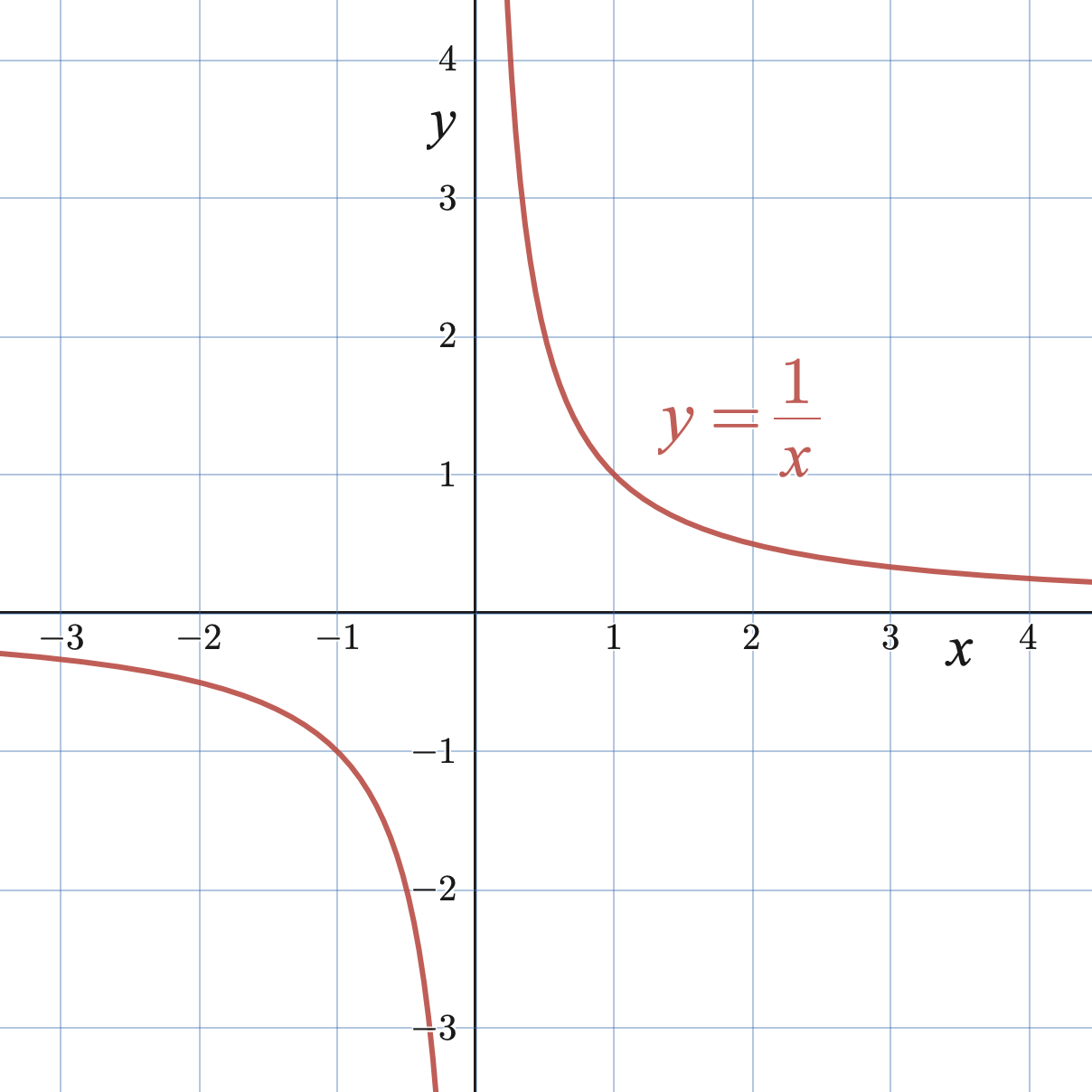
تابع معکوس. زمانی که x از سمت راست به صفر نزدیک می‌شود، y به مثبت بی‌نهایت میل می‌کند. در حالی که وقتی x از سمت چپ به صفر نزدیک می‌شود، y به منفی بی‌نهایت منفی میل می‌کند.

در ریاضیات، تقسیم بر صفر، تقسیمی است که در آن مقسوم‌علیه (مخرج) صفر است و این یک مورد خاص و مشکل‌ساز است. با استفاده از نماد کسری، مثال کلی را می‌توان به صورت {\displaystyle {\tfrac {a}{0}}} نوشت، که در آن {\displaystyle a} مقسوم (صورت کسر) است. اما صفر تقسیم بر صفر را بطور قراردادی پذیرفته‌ایم.
تعریف معمولی از خارج قسمت در چهار عمل اصلی، عددی است که وقتی با مقسوم‌علیه ضرب شود، مقسوم (مقدار اصلی) را به دست می‌دهد. به عبارتی، {\displaystyle c={\tfrac {a}{b}}} معادل است با {\displaystyle c\cdot b=a}. بر اساس این تعریف، خارج قسمت {\displaystyle q={\tfrac {a}{0}}} بی‌معنا است، زیرا حاصل‌ضرب {\displaystyle q\cdot 0} همیشه {\displaystyle 0} است نه عدد دیگری به نام {\displaystyle a}. ادامه‌ی قوانین عادی جبر مقدماتی در حالی که اجازه تقسیم بر صفر داده شود، می‌تواند منجر به یک مغالطه ریاضی شود، که اشتباه ظریفی است که به نتایج غیر منطقی منجر می‌شود. برای جلوگیری از این امر، حساب اعداد حقیقی و ساختارهای عددی عمومی‌تری که به آنها میدان می‌گویند، تقسیم بر صفر را تعریف‌نشده می‌گذارند و موقعیت‌هایی را که ممکن است تقسیم بر صفر اتفاق بیفتد باید با احتیاط مورد بررسی قرار داد. از آنجا که هر عددی که در صفر ضرب شود، صفر است، عبارت {\displaystyle {\tfrac {0}{0}}} نیز تعریف‌نشده است.
حسابان رفتار توابع را در حدی که ورودی آنها به یک مقدار مشخص می‌رسد، بررسی می‌کند. زمانی که یک تابع حقیقی به‌صورت کسری که در آن مخرج به صفر میل می‌کند، نمایش داده شود، خروجی تابع به طور غیرقابل تصوری بزرگ می‌شود و گفته می‌شود که به «بی‌نهایت میل می‌کند»، که نوعی نقطه تکین ریاضی است. به عنوان مثال، تابع وارون {\displaystyle f(x)={\tfrac {1}{x}}} به بی‌نهایت میل می‌کند هنگامی که {\displaystyle x} به {\displaystyle 0} نزدیک می‌شود. زمانی که هم مقسوم و هم مقسوم‌علیه به صفر در یک ورودی خاص نزدیک می‌شوند، این بیان به شکل نامعلوم گفته می‌شود، زیرا حد حاصل بستگی به توابع خاصی دارد که کسری را تشکیل می‌دهند و نمی‌توان آن را از حدهای جداگانه آنها تعیین کرد.
به عنوان یک جایگزین برای قرارداد رایج کار با میدان‌هایی مانند اعداد حقیقی و رها کردن تقسیم بر صفر به‌صورت تعریف‌نشده، امکان تعریف نتایج تقسیم بر صفر به روش‌های دیگر وجود دارد که منجر به دستگاه‌های عددی متفاوتی می‌شود. به عنوان مثال، می‌توان تعریف کرد که {\displaystyle {\tfrac {a}{0}}} برابر با صفر باشد؛ می‌توان آن را معین کرد که به یک نقطه جدید در بی‌نهایت، که گاهی با نماد بی‌نهایت {\displaystyle \infty } مشخص می‌شود، برابر باشد؛ یا می‌توان آن را به‌گونه‌ای تعریف کرد که منجر به بی‌نهایت مثبت یا منفی شود، بسته به نشانه مقسوم. در این دستگاه‌های عددی، تقسیم بر صفر دیگر یک استثنای خاص در خود نیست، بلکه نقطه یا نقاط در بی‌نهایت رفتارهای استثنایی جدیدی را شامل می‌شوند.
در محاسبات، خطا ممکن است از تلاش برای تقسیم بر صفر ناشی شود. بسته به زمینه و نوع عدد مورد نظر، تقسیم بر صفر ممکن است به بی‌نهایت مثبت یا منفی ارزیابی شود، یک مقدار خاص به نام عدد نیست برگرداند، یا برنامه را به‌هم بریزد، و موارد دیگر.

#### تقسیم اعداد بر صفر
هرگاه عددی غیر صفر بر «صفر حدی» تقسیم گردد حاصل بی‌نهایت خواهد بود. (مثبت یا منفی بودن بی‌نهایت نیز باید بررسی شود.)
{\displaystyle {\dfrac {x}{0^{+}}}=+\infty ,x>0}

{\displaystyle {\dfrac {x}{0^{-}}}=-\infty ,x>0}
تقسیم صفر بر «صفر حدی» نیز صفر است.
- در ریاضیات تقسیم عدد غیر صفر بر صفر تعریف نمی‌شود و در نتیجه معادلی ندارد، با این که بی‌نهایت مفهومی انتزاعی‌ست با این وجود بازهم نمی‌توان گفت که تقسیم عدد غیر صفر بر صفر بی‌نهایت می‌شود و این اشتباه رایجی‌ست که گفته می‌شود تقسیم عدد غیر صفر بر صفر بی‌نهایت می‌شود. این گزاره در برخی از عملیات‌ها مشکل ایجاد می‌کند از این رو مفهوم حد کمک می‌کند تا بتوان عامل صفر در صورت و مخرج را ساده نمود (به شرط آن که حدی باشد) به عبارت دیگر مفهوم حد بیان می‌کند که در واقع هنگامی که مخرج به صفر میل می‌کند پس مخرج صفر نیست و عامل صفر ندارد از این رو تقسیم بر آن مجاز می‌گردد ولی کماکان گزارۀ بیان شده پابرجاست (تقسیم بر صفر مجاز نیست) و شرایط حدی، شرایطی متفاوت است.

تابع ، نمودار، وضعیت را در همسایگی صفر (x = 0) نشان می‌دهد

- کنون کسر {\displaystyle \textstyle {\frac {1}{x}}} را در نظر بگیرید (که در آن یک عدد غیر صفر بر x تقسیم شده‌ست و هر عدد غیر صفر مثبت دیگر نیز صدق می‌کند) x از یک مقدار مثبت به سوی صفر میل می‌کند اما هیچ‌گاه به صفر نمی‌رسد از این رو حاصل این کسر هم به صورت مداوم بزرگ می‌شود که در این‌جا این مفهوم را بی‌نهایت می‌گوییم (این درحالی‌ست که بی‌نهایت خود مفهومی انتزاعی‌ست و دست نایافتنی است) همین که مخرج صفر شد یعنی x=0 آنگاه عبارت «تعریف نشده» خواهد شد.[یادداشت ۱] (در حالتی هم که مثبت‌ها منفی در نظر گرفته شود و به صورت مشابه عمل گردد همین نتیجه خواهد بود. اگر صورت و مخرج مختلف‌العلامت باشند آنگاه با میل کردن مخرج به صفر، حاصل حدی «منفی بی‌نهایت» خواهد شد (اما در هر حالت وقتی x=0، کسر، تعریف نشده خواهد بود)

## حالات مختلف
منظور از Indeterminate «مبهم» و از Undefined «تعریف نشده» است. 
{\displaystyle {\dfrac {-2}{0^{\pm }}}=\mp \infty }
    
{\displaystyle {\dfrac {0}{0^{\pm }}}=0}
    
{\displaystyle {\dfrac {2}{0^{\pm }}}=\pm \infty }
{\displaystyle {\dfrac {0^{\pm }}{0^{\pm }}}=Indeterminate>0}
    
{\displaystyle {\dfrac {0^{\mp }}{0^{\pm }}}=Indeterminate<0}
    
{\displaystyle {\dfrac {\pm \infty }{0^{\pm }}}=+\infty }
    
{\displaystyle {\dfrac {\pm \infty }{0^{\mp }}}=-\infty }
{\displaystyle {\dfrac {0^{\pm }}{0}}=Undefind}
    
{\displaystyle {\dfrac {x}{0}}=Undefind,x\in \mathbb {R} }

## یادداشت
1. ↑  توجه داشته باشید که ما در این جا مفهوم حدی و غیر حدی را با هم ترکیب کردیم تا در کنار هم ملموس‌تر باشند.